# Чепеленко Микола Миколайович
Микола Миколайович Чепеленко (28 грудня 1912, Російська імперія — 1992, місто Москва, Російська Федерація) — радянський державний діяч, голова Ради народного господарства (раднаргоспу) Хабаровського економічного адміністративного району. Депутат Верховної ради СРСР 6-го скликання.

## Життєпис
Народився в родині робітника. З 1928 року працював слюсарем заводу.
Закінчив Донецький індустріальний інститут.
Після закінчення інституту — гірничий майстер, начальник рудника, головний інженер на підприємствах кольорової металургії.
Член ВКП(б) з 1944 року.
На 1944 рік — головний інженер підприємства № 501 (Хрустальненський гірничо-збагачувальний комбінат). Потім — директор Хрустальненського гірничо-збагачувального комбінату.
У травні 1957 — травні 1960 року — начальник управління; 1-й заступник голови Ради народного господарства (раднаргоспу) Хабаровського економічного адміністративного району.
У травні 1960 — грудні 1965 року — голова Ради народного господарства Хабаровського економічного (адміністративного) району.
З 1965 року — заступника міністра кольорової металургії СРСР.
Потім — персональний пенсіонер союзного значення в Москві.
Помер 1992 року в Москві. Похований на Востряковському (Центральному) цвинтарі Москви.

## Нагороди
- орден Леніна
- два ордени Трудового Червоного Прапора
- орден «Знак Пошани»
- орден Дружби Народів
- медалі